# Алексије Ранхнер
Алексије Ранхнер (Одеса, 27. септембар 1897 − Београд, 12. октобар 1942) био је српски цртач стрипова руског порекла. Био је један од цртача окупљених око Београдског круга, изванредне стрип-школе, чувене и у светским размерама. Био је припадник Бијеле гарде.
Најпознатији стрипови: „Мермерни град“, „Експрес Чикаго-Њујорк“, „Хајдуци“ (по роману Бранислава Нушића), „Грађанка на престолу“ (по роману Светислава Б. Лазића), „Гроф Монте Кристо“ (по роману Александра Диме), „Давид Коперфилд“ (по роману Чарлса Дикенса), „Ревизор“ (по Н. В. Гогољу), „Васкрсење“ (по делу Л. Н. Толстоја) и „Капетанова кћи“ (по роману А. С. Пушкина).

## Биографија
Рођен је у породици рударског инжењера Бориса Фердинандовича Ранхнера. Његови преци су се доселили у Русију из Баварске за вријеме владавине Катарине II. Након што је завршио Реалну гимназију Свети Павле у Одеси, уписао је Технолошки институт у Харкову на другој години прелази у Сергијевску артиљеријску школу. Од 1918. припадник је Српског добровољачког корпуса, а затим се придружује армији генерал потпуковника Јевгенијa Карловичa Милера као ађутант начелника артиљерије Сјеверно-Двинског рејона. Преко Норвешке, Шведске, Њемачке, Чешке и Аустрије стиже у тадашњу Југославију, на територију данашње Словеније – до града Марибора. Од 1920. године живи у Земуну. Мајка Неонила Петровна Ранкхнер - 1923. године живела је у Харкову. Раннер је добио намјештење као штабни умјетник у Министарству одбране, а радио је и као умјетник у Графичком институту и Издавачкој кући „Народна мисао“. У раду на стриповима често му је помагала његова ћерка Марина. Готово сви његови радови објављени су у часопису „Мика Миш“ који су углавном били адаптације књижевних дјела. Преминуо је 1942. од болести срца. Његова породица, супруга и двије ћерке близнакиње Марина и Наталија већ у јулу 1944. године напуштају Југославију и завршавају у логору за расељена лица у Чехословачкој одакле одлазе у САД. 

## Стрипографија

### „Весели забавник“
- „Мермерни град” 1937.

### „Мали забавник Мика Миш“
- „Два цванцика” 1937.

### „Забавник Мика Миш“
- „Соколово Око” 1937.

### „Мика Миш“
- „Гроф Монте Кристо” 1937. (према роману А. Диме)
- „Капетанова кћи” 1937. (према роману А. С. Пушкина)
- „Стари каплар” 1937/38.
- „Грађанка на престолу” 1938. (према роману Светислава Б. Лазића)
- „Хајдуци” 1938. (према Нушићевој комедији)
- „Кнегиња Тараканова” 1938. (сценарио В. Холмски)
- „Аветињски брод” 1938.
- „Јадници” 1938/39. (према роману Виктора Игоа)
- „Јадници” - II део 1939.
- „Скотланд Јард је немоћан” 1939.
- „Давид Коперфилд” 1939/40. (према роману Чарлса Дикенса)
- „Мали лорд Фонтлерој” 1940.
- „Ревизор” 1940. (према комедији Н. В. Гогоља)
- „Ураган” 1940.
- „Ураган” - II епизода 1940.
- „Васкрсење” 1940/41. (према делу Л. Н. Толстоја)
- „Поштарева кћи” 1940/41.
- „Доктор Моро” 1941. (недовршено)

### „Тарцан“
- „Експрес Чикаго Њујорк” 1938.

### Интеграл „Ураган“
- Ураган, Алексије Ранхнер и Светислав Б. Лазић, приређивач и писац предговора Здравко Зупан, уредник Саша Ракезић, Културни центар, Панчево. 2012.  978-86-87103-42-9..